# دیگو گومز (بازیکن فوتبال، زاده ۱۹۸۴)
دیگو گومز (انگلیسی: Diego Gómez؛ زادهٔ ۵ ژانویهٔ ۱۹۸۴) بازیکن فوتبال اهل فرانسه است.
از باشگاه‌هایی که در آن بازی کرده‌است می‌توان به باشگاه فوتبال آنژه اشاره کرد.